# John Anderson (forskningsresande)
John Anderson, född den 4 oktober 1833 i Edinburgh, död den 15 augusti 1900 i Buxton, var en brittisk forskningsresande.

## Biografi
John Anderson deltog i expeditioner till västra Kina och Burma. Bland hans skrifter märks A report on the expedition to Western China via Bhamo (1871) och Mandalay to Momien, a narrative of the two expeditions to western China of 1868 and 1875 (1876).
Han var 1871 den förste som beskrev arten Callosciurus quinquestriatus och den har fått sitt engelska namn Anderson's squirrel efter honom.